# Hunde, die bellen, beißen nicht
Hunde, die bellen, beißen nicht ist eine Komödie des südkoreanischen Regisseurs Bong Joon-ho aus dem Jahr 2000. Der Originaltitel Flanders-ui gae ist der koreanische Titel für den Roman A Dog of Flanders von Ouida und stellt eine satirische Anspielung dar.

## Handlung
Yoon-ju (Lee Sung-jae) ist ein arbeitsloser Professor, der zu Hause unter dem Pantoffel seiner hart arbeitenden und hochschwangeren Frau steht. Das Paar lebt in einem uniformen, modernen Wohnhochhaus am Stadtrand Seouls. Zu seinen persönlichen Problemen gesellt sich ein in der Nachbarschaft unablässig bellender Hund, der ihn fast in den Wahnsinn treibt. Er beschließt, den Kläffer zu kidnappen und verschwinden zu lassen. Da er es letzten Endes nicht übers Herz bringt, den Hund zu töten, schließt er ihn in einem Schrank im Keller ein. Später erfährt er durch ein Suchplakat, dass der Hund nicht bellen kann, er hat den falschen genommen. Als er nach ihm schaut, hat der Hausmeister ihn schon geschlachtet.
Später ist er wieder genervt, diesmal von einem anderen Hund. Er entführt auch diesen.
Im gleichen Wohnkomplex lebt auch die junge Hyun Nam (Bae Du-na), die in einem Nachbarschaftbüro arbeitet, in dem unter anderem Anzeigen zu vermissten Hunden eingehen. Ansonsten ist ihr Leben recht unausgefüllt und besteht aus rauchen, trinken und darin, Menschen mit dem Feldstecher zu bespitzeln. Zufällig beobachtet sie Yoon-ju mit dem Hund auf dem Dach des Nachbarhauses. Er zögert erst, dann schmeißt er ihn vom Dach. Heldenhaft möchte sie von nun an den Täter zur Strecke zu bringen und träumt davon, dank ihrer heroischen Tat im Fernsehen aufzutreten.
Aus den beiden Gegenspielern, beide Versager im Leben, werden im Laufe der Verwicklungen des Films schließlich so etwas wie Freunde. Kuriositäten wie eine koreanische Hundesuppe, das schreckliche Phantom „Kessel Kim“ und 100 m Toilettenpapier bereichern die Handlung. Daneben gibt es einige sozialkritische Anspielungen, zum Beispiel auf Bestechungsgeschenke im Bildungswesen.

## Rezeption
Der Film Barking Dogs Never Bite wurde zum cineastischen Durchbruch für die junge Schauspielerin Bae Doo-na (dem koreanischen Publikum bereits aus Fernseh-Dramen bekannt).
Auch für den ehemaligen Kurzfilmregisseur Bong Joon-ho wurde sein erster abendfüllender Film ein Erfolg, der viel positive Resonanz auf internationalen Festivals erntete.